# Sawāda ibn Muḥammad ibn Khafāja
Sawāda ibn Muḥammad ibn Khafāja (fl. IX secolo) è stato un emiro di Sicilia per conto della dinastia aghlabide.
Assunse la carica di governatore in due occasioni: dall'885 all'887 e dall'890 all'892, quando fu deposto in seguito a una ribellione a Palermo. Nel contesto della conquista islamica della Sicilia gli eserciti musulmani sotto Sawāda portarono la “guerra santa”, sotto forma di razzia, nei possedimenti bizantini. Durante il suo incarico, la Sicilia fu afflitta dalle guerre civili tra le varie componenti etniche dell'isola composte soprattutto da arabi e berberi. 

## Primo governo: 885-887
Sawāda ibn Muḥammad ibn Khafāja era il figlio e il nipote di due emiri della famiglia Khafāja che governarono in Sicilia nei due decenni precedenti. Sawāda dopo la morte del suo predecessore Husayn ibn Ahmad,, venne dall'Ifriqiya in Sicilia nell'885 e assunse la carica di governatore. Arrivato quindi al potere fu particolarmente attivo nella guerra santa contro i bizantini.
Sawāda assediò inizialmente i sobborghi di Catania e si diresse a Taormina, dove concluse un accordo con gli amministratori della città che prevedeva il rilascio di 300 prigionieri musulmani in cambio di una tregua di tre mesi. Dopo l'accordo riportò l'esercito a Palermo ma finita la tregua riassediò la Sicilia orientale nell'anno dell'egira 272 (corrispondente all'anno 885/886). Questa spedizione non ebbe successo ma l'esercito musulmano ricavò sufficientemente i vari bottini. L'anno 885-886 vide una rinascita della forza bizantina nell'Italia continentale, dove il condottiero Niceforo Foca vinse una serie di battaglie contro i musulmani. Fu in questo clima di fallimento militare, unito a un generale sentimento di malcontento di ampi settori della popolazione musulmana siciliana, che si sviluppò una rivolta interna intorno all'anno 885/886. Nelle fonti narrative più tarde, questo conflitto tra l'élite governante e le classi inferiori è spesso semplificato in modo riduttivo a uno scontro "etnico" tra gli "Arabi" (al governo) e i "Berberi" (i ribelli). Nel dicembre 886, la popolazione di Palermo depose Sawāda, obbligandolo a partire per l'Ifrīqiya. L'Emiro di Karouan Ibrahim II accettò di sostituirlo e assunse come nuovo governatore Abu Abbas ibn Ali. Placata la rivolta i musulmani di Sicilia riuscirono a ricondurre la situazione sotto controllo temporaneamente tramite incursioni vittoriose e una vittoria su una flotta bizantina al largo di Milazzo nel 888, che consentì ai musulmani siciliani di sferrare incursioni distruttive in Calabria.

## Secondo governo: 890-892
Nell'anno successivo, intorno all'889/890 Sawāda ritornò, con fresche truppe provenienti dall'Ifrīqiya, e sferrò un nuovo attacco, poi fallito, su Taormina. Nel marzo 890, secondo la cronaca di Cambridge, scoppiò un'altra rivolta a Palermo, questa volta provocata apparentemente dal malcontento degli Arabi siciliani, contro gli Ifriqiyani di Sawāda.
Sawāda governò fino all'892, quando fu sostituito da Muhammad ibn Al Fadl, già governatore di Sicilia nell'882-885.